# Arkona (band)

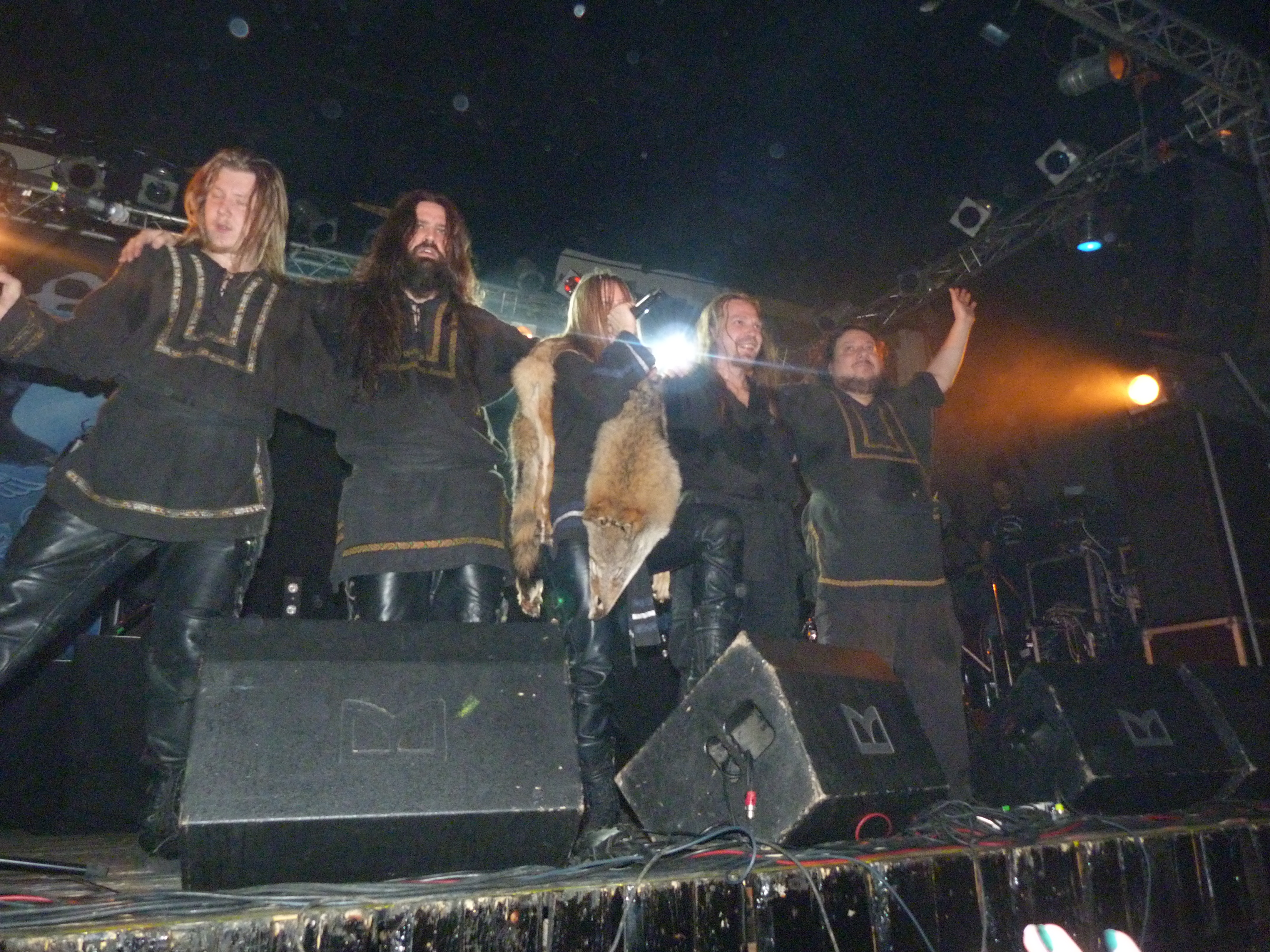
Arkona in 2014

Arkona is een Russische pagan metal-band. Ze laten zich voor hun teksten beïnvloeden door de Russische folklore en de Slavische mythologie. Ze gebruiken diverse traditionele Russische instrumenten.

## Biografie
De band werd in 2002, onder de naam Hyperborea, opgericht door zangeres Maria Archipova en drummer Alexander Koroljov. In februari van dat jaar veranderde het tweetal de naam naar Arkona en nog voor het einde van het jaar brachten ze de demo Rus uit.
Hoewel de band in 2003 enige lokale optredens had, onder meer met bands als Pagan Reign en Butterfly Temple, verloren de meeste bandleden snel hun interesse voor de band. In september 2003 was zangeres Archipova het enig overgebleven bandlid. Zij besloot de naam van de band echter voort te zetten en bracht in 2004 twee albums uit, waarbij zij zich liet bijstaan door diverse gastmuzikanten. In 2005 zocht Arichipova nieuwe bandleden, waarmee ze het album Vo Slavu Velikim! opnam. In 2006 werd dat gevolgd door het livealbum Zhizn Vo Slavu, waaraan het demo-album Rus als bonus-cd werd bijgevoegd.
Op 31 oktober 2007 presenteerde de groep, met een concert in Moskou, hun nieuwe album Ot Serdtsa K Nebu. Dit concert werd met zes camera's opgenomen voor een live-dvd. In hetzelfde jaar speelden ze hun eerste concerten in West- en Midden-Europa en tekenden ze bij Napalm Records, waardoor hun cd in heel Europa te verkrijgen was. In 2009 verscheen het album Goi, Rode, Goi! en de dvd Noch Velesova.

## Bezetting

### Huidige bezetting
- Maria (Masja) "Scream" Archipova - zang
- Sergej "Lazar" - gitaar (sinds 2005)
- Roeslan "Knjaz" - basgitaar (sinds 2005)
- Vlad "Artist" - drums (sinds 2005)
- Vladimir "Volk" - houten blaasinstrumenten

### Voormalige bandleden
- Aleksandr "Warlock" Koroljov - drums (2002-2003)
- Ilja Bogatyrjov - gitaar (2002–2003)
- Eugene Knjazev - gitaar (2002–2003)
- Eugene Borsov - basgitaar (2002–2003)
- Olga Loginova - synthesizer (2002–2003)

## Discografie

### Albums
- Vozrozdenie (2004)
- Lepta (2004)
- Vo Slavoe Velikim (2005)
- Zizn' vo Slavoe (livealbum, 2006)
- Ot serdca k neboe (2007)
- Goj, Rode, Goj! (2009)
- Slovo (2011)
- Decade of Glory (2013)
- Yav (2014)
- Khram (2018)

### Live dvd's
- Live in Relax Club (2006)
- Noch' Velesova (2009)

### Demo's
- Rus (2002)